# Harland D. Sanders

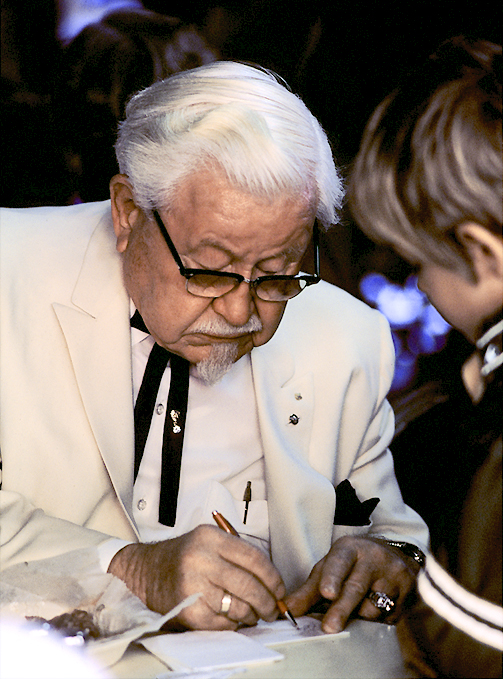
Harland D. Sanders (1974)

Unterschrift „Col. Harland Sanders“

„Colonel“ Harland David Sanders (* 9. September 1890 in Henryville, Clark County, Indiana; † 16. Dezember 1980 in Louisville, Kentucky) war der Gründer des Systemgastronomie-Unternehmens Kentucky Fried Chicken (KFC).

## Leben

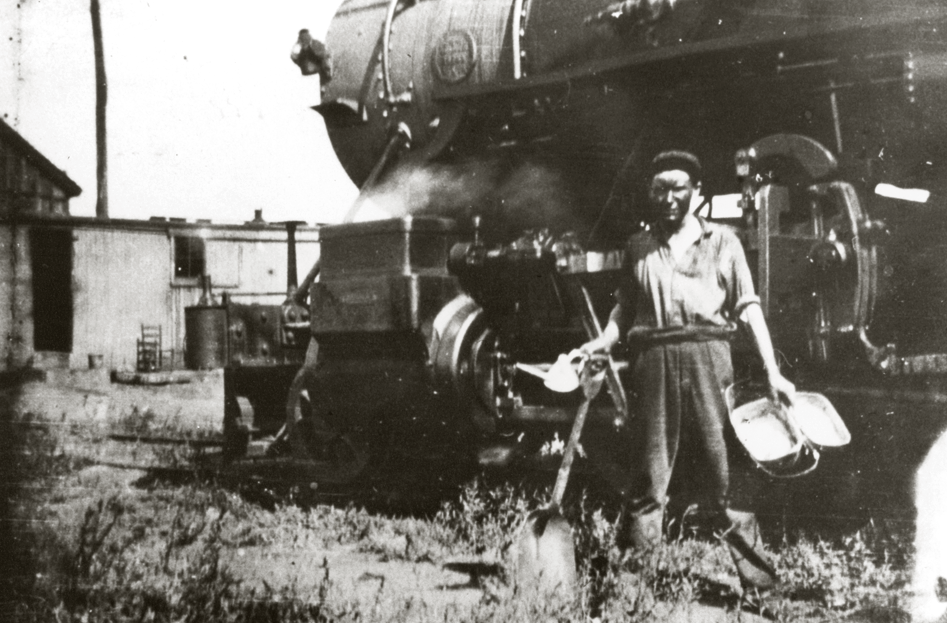
Sanders als Heizer einer Lokomotive (ca. 1915)

Sanders stammte aus Indiana. Er war das älteste von drei Kindern von Wilbur David und Margaret Ann Sanders. Sein Vater starb, als er sechs Jahre alt war. Weil die Mutter arbeiten musste, war er in der Familie verantwortlich für das Kochen. Während der nächsten zehn Jahre arbeitete Sanders in vielen Jobs, unter anderem als Heizer bei der Eisenbahn, in einer Fährgesellschaft, als Versicherungsmakler und als Freiwilliger in der US-Armee in Kuba. 1908 heiratete er Josephine King.
1930, im Alter von 40 Jahren, bereitete Sanders Hühnchen für Kunden zu, die seine Tankstelle in Corbin in Kentucky aufsuchten. Er servierte die Hühnchen in seiner angrenzenden Privatwohnung. Hierdurch wuchs die örtliche Bekanntheit und Sanders erweiterte seine Tankstelle zu einem Motel-Restaurant mit 142 Sitzplätzen. In den nächsten neun Jahren experimentierte er mit der Zubereitung von Hühnchen und perfektionierte die Würzung, die zum Schluss die gleichen elf Kräuter und Gewürze beinhaltete, welche auch heute die Grundlage der Produkte von KFC sein sollen. Ähnlich der genauen Rezeptur von Coca-Cola wird das exakte Sanders-Rezept der elf Kräuter und Gewürze für die KFC-Produkte als eines der bestgehüteten Geschäftsgeheimnisse dargestellt. Er verwendete einen Dampfkochtopf, der die Zubereitung im Vergleich zur Pfannenzubereitung wesentlich verkürzte.
1935 wurde ihm vom Gouverneur von Kentucky der Ehrentitel „Colonel of Kentucky“ zugesprochen. Sanders benutzte den Titel nun als Teil seines Rufnamens und kleidete sich in typischer Südstaaten-Gentleman-Manier in weißes Leinen als Charakteristikum seiner Selbstvermarktung. Um Platz für eine Straßenerweiterung zu schaffen, war Sanders gezwungen, sein Grundstück zu verkaufen. Ab 1952 widmete er sich dem Franchise-Geschäft. Sanders reiste im ganzen Land umher und briet Hühner für Restaurantbesitzer und ihre Mitarbeiter. Wenn die Reaktion zufriedenstellend war, ging er einen Handschlag-Vertrag ein, der ihm eine Zahlung von 5 Cent für jedes nach seinen Rezepten zubereitetes Brathuhn zusprach. Das erste Restaurant wurde in Salt Lake City gegründet. Das Konzept war ein Erfolg und brachte eine der größten Fast-Food-Restaurantketten der Welt hervor.
1947 ließ sich Sanders scheiden und heiratete 1949 seine Sekretärin Claudia Ledington (1902–1996). 1959 verlegte Sanders die Zentrale seines Unternehmens an einen neuen Standort nahe Shelbyville in Kentucky. Er verkaufte es 1964 an eine Investorengruppe, die vom späteren Gouverneur von Kentucky John Y. Brown junior angeführt wurde. Im Alter von 65 Jahren hatte er seine erste Million verdient.
Nach seinem Rückzug als Koch arbeitete Sanders als angestellter Sprecher der Unternehmensgruppe weiter. Er erschien in den meisten Werbesendungen der Gesellschaft in den 1950er, 1960er und 1970er Jahren mit dem Slogan „Finger-lickin’ good“ (engl. für „So gut, dass man sich die Finger danach leckt“) und vertrat eloquent und mit lebendigem Vokabular seine Überzeugungen von der Qualität der Produkte, auch im Negativen, wenn er in einem Restaurant seiner Kette unzufrieden war. 1975 verklagte ihn KFC sogar, bestimmte negative Äußerungen zu unterlassen, unterlag jedoch vor Gericht.
Sanders gehörte der Christian Church an. Im September 1970 ließ er sich mit seiner Frau im Jordan taufen. Er war mit den Baptistenpastoren Billy Graham und Jerry Falwell befreundet. Sanders war ein Mitglied im Bund der Freimaurer und engagierte sich bei den Shriners für die kostenlose medizinische Versorgung von Kindern.

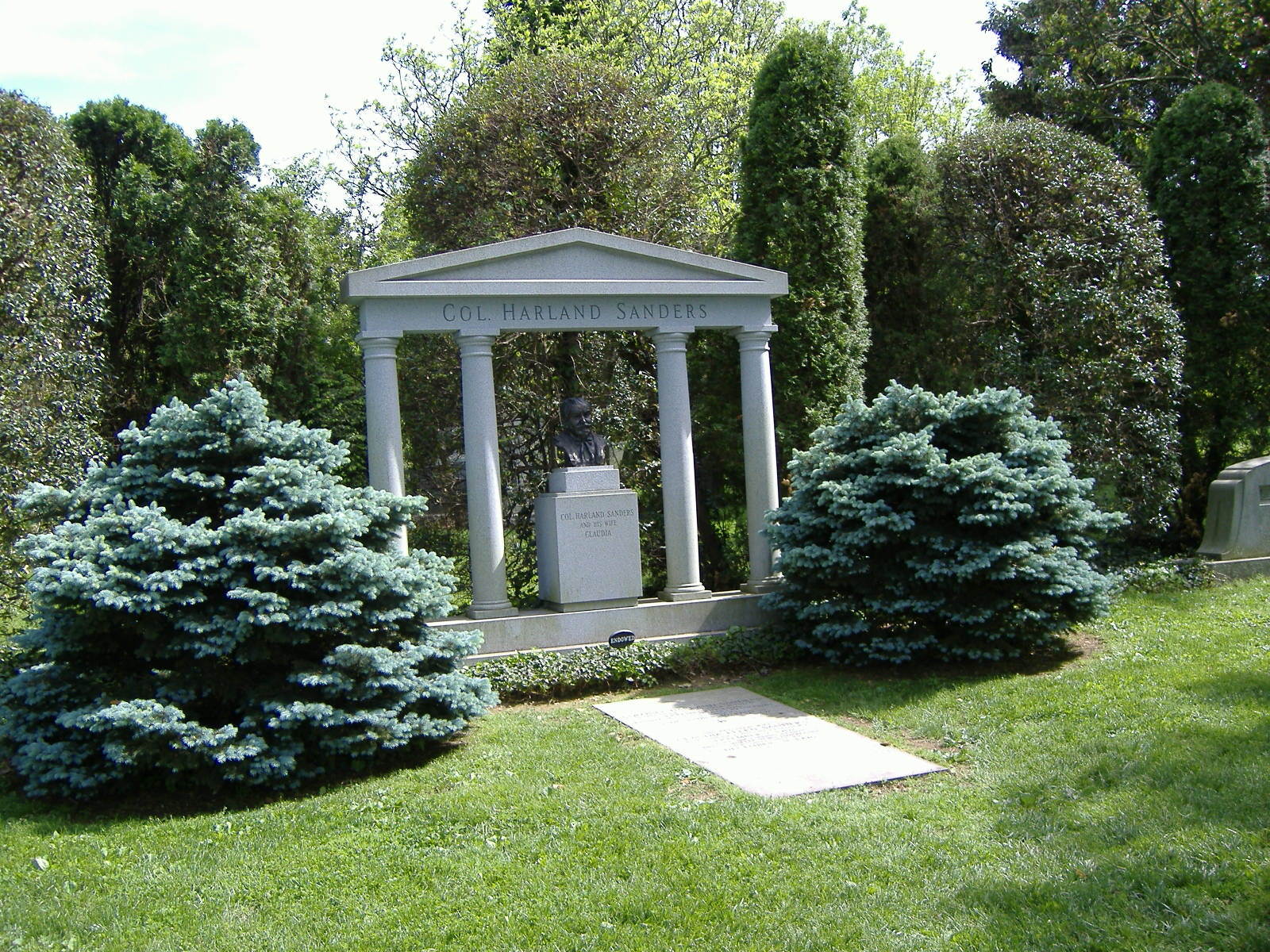
Grabmal von Sanders auf dem Cave Hill Cemetery in Louisville, Kentucky

Er kaufte privat den Stammsitz des Unternehmens zurück und eröffnete in ihm ein Restaurant. Die neuen Eigentümer von KFC betrachteten den Namen „Colonel Sanders“ als Markenzeichen des Unternehmens, und so entschloss sich Sanders, das neue Restaurant nach seiner Frau „Claudia Sanders’ Dinner House“ zu nennen. Das Restaurant ist (Stand 2024) nach wie vor geöffnet und beherbergt Andenken und Devotionalien an die Sanders-Familie. Ein zweites Restaurant wurde in einem historischen Gebäude in Bowling Green (Kentucky) eröffnet, schloss aber 1980.
Sanders starb im Alter von 90 Jahren an Pneumonie. Er wurde in seinem charakteristischen weißen Anzug mit schwarzer Krawatte in der Rotunde der Hauptverwaltung aufgebahrt und in Louisville begraben. Später erschien in der Werbung eine Cartoon-Version von Sanders, gesprochen von dem Schauspieler Randy Quaid. Er hinterließ zwei Töchter: Margaret Sanders und Mildred Sanders Ruggles. Sein Sohn Harland David Sanders Jr. war bereits zu Colonels Lebzeiten verstorben.

## Nachwirkung

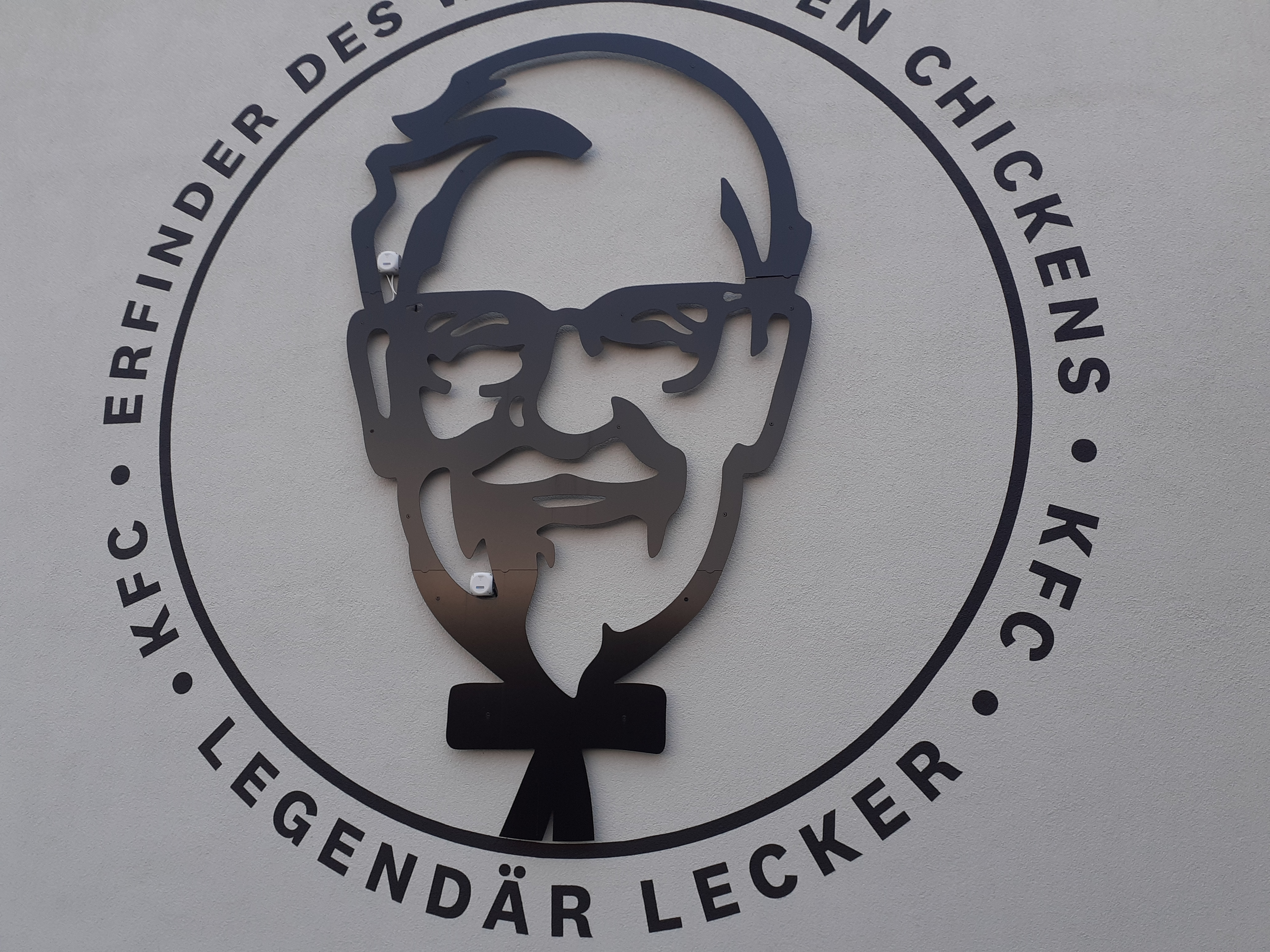
Eine Grafik von Harland Sanders an der Außenseite eines KFC-Restaurants

Seine Rolle wurde in der amerikanischen Fernsehwerbung von Jack Lemaire gespielt.
Der deutsche Rapper Eko Fresh und der Musiker Timur Ülker produzierten eigens zu seinem 130. Geburtstag am 9. September 2020 einen Song.

### KFC-Logo
Eine stilisierte Grafik seines lachenden Gesichts ist bis heute das Handelszeichen von Kentucky Fried Chicken und findet sich in jeder Filiale auf Schildern, Verpackungen, Pappbechern und zahlreichen weiteren Gegenständen.